# Montanha (film)
Montanha è un film del 2015 diretto da João Salaviza.

## Trama
Quando suo nonno si ritrova a trascorrere i suoi ultimi giorni in ospedale, il quattordicenne David è costretto a cresciere in fretta e a diventare l'uomo di casa.

## Riconoscimenti
- 2015 - Festival di Venezia
  - Nomination International Critics' Week Award
- 2015 - Festival internazionale del cinema di San Sebastián
  - Nomination Zabaltegi Section
- 2015 - Montpellier Mediterranean Film Festival
  - Miglior film
- 2015 - Lisbon & Estoril Film Festival
  - Nomination Miglior film
- 2015 - International Cinematographers' Film Festival Manaki Brothers
  - Miglior fotografia
- 2015 - Coimbra Caminhos do Cinema Português
  - Revelation Award
  - Miglior attore non protagonista
- 2016 - International Film Festival Rotterdam
  - Nomination MovieZone Award
- 2016 - Portuguese Film Academy Sophia Awards
  - Miglior montaggio
  - Nomination Miglior film
  - Nomination Miglior regista
  - Nomination Miglior attore a David Mourato
  - Nomination Miglior attrice non protagonista a Maria João Pinho
  - Nomination Miglior sceneggiatura originale
  - Nomination Miglior colonna sonora
  - Nomination Miglior suono
- 2016 - Golden Globes
  - Nomination Miglior attore a David Mourato
  - Nomination Miglior film
- 2016 - Crossing Europe Filmfestival
  - Nomination Crossing Europe Award
- 2016 - CinEuphoria Awards
  - Top Ten of the Year - National Competition
  - Miglior poster
  - Nomination Migliori effetti speciali
  - Nomination Miglior costumi
  - Nomination Miglior Art Direction - National Competition
  - Nomination Miglior fotografia
  - Nomination Miglior montaggio
  - Nomination Miglior sceneggiatura
  - Nomination Miglior attrice non protagonista a Maria João Pinho
  - Nomination Miglior attore a David Mourato
  - Nomination Miglior regista
  - Nomination Miglior film
- 2016 - Autores Awards
  - Nomination Miglior film
  - Nomination Miglior attore a David Mourato